# Lugné-Poe
Lugné-Poe (27 de diciembre de 1869 – 19 de junio de 1940), cuyo nombre verdadero era Aurélien Marie Lugné,  fue un actor y director teatral de nacionalidad francesa, conocido principalmente por su trabajo en el Teatro de l'Œuvre, uno de los primeros teatros franceses en representar obras del movimiento simbolista a finales del siglo XIX. Más destacado fue que Lugné-Poe presentó al público francés las obras de los dramaturgos escandinavos August Strindberg y Henrik Ibsen.

## Biografía
Su verdadero nombre era Aurélien Marie Lugné, y nació en París, Francia. A los 19 años de edad entró en el Conservatorio de París y formó parte del Théâtre Libre un teatro privado de carácter naturalista dirigido por André Antoine.
Él también formó parte de un grupo de pintores a los que se conocía como los Nabis, dando a conocer el movimiento escribiendo artículos sobre su trabajo.
Lugné-Poe añadió la palabra "Poe" a su nombre artístico como señal de admiración hacia Edgar Allan Poe, aunque también afirmaba tener un parentesco lejano.
En 1886 fundó, junto a Georges Bourdon, periodista de Le Figaro, un grupo de actores aficionados que ambicionaban interpretar a escritores contemporáneos, y que se llamó Le Cercle des Escholiers.
Más adelante creó, junto a Camille Mauclair y Édouard Vuillard, una compañía llamada "La Maison de l'Œuvre" o " Théâtre de l'Œuvre"  (1893-1929), un colectivo privado de actores y espectadores con un teatro experimental que iba contra el movimiento naturalista, y que contribuyó al movimiento teatral simbolista y al descubrimiento de nuevos dramaturgos. La creación del drama de Maurice Maeterlinck Pelléas et Mélisande en diciembre de 1893 en el Théâtre des Bouffes-Parisiens inauguró las representaciones del Théâtre de l'Œuvre, y que tuvieron lugar en diferentes locales parisinos, entre ellos el Teatro Antoine, el Théâtre de l'Athénée, el Teatro de Paris, etc…
En 1895 J. T. Grein y la Independent Theatre Society invitaron a Lugné-Poe y a su elenco a presentar una temporada en Londres con las obras de Ibsen La casa de Rosmer, y El maestro constructor y con las de Maurice Maeterlinck L'Intruse y Pelléas et Mélisande.
Él dirigió el Théâtre de l'Œuvre hasta 1899. Su Ubú rey de Alfred Jarry, presentado en 1896 con Firmin Gémier en el papel del título, se convirtió en una referencia. Tras cerrar l'Œuvre, montó, junto a su compañera Suzanne Desprès, piezas de William Shakespeare, Maurice Maeterlinck, André Gide, Máximo Gorki, Oscar Wilde y Émile Verhaeren, en París y en el extranjero.
En 1909 fundó la Revue de l'Œuvre y colaboró con L'Éclair. El Théâtre de l'Œuvre se reabrió el 22 de diciembre de 1912 con la obra L'Annonce faite à Marie, de Paul Claudel. Lugné-Poe siguió con su dirección hasta el inicio de la Primera Guerra Mundial, retomando la labor directiva en 1919 gracias al apoyo financiero de la actriz Marcelle Frappa. Lucien Beer y Paulette Pax le sucedieron en 1929.
Lugné-Poe falleció en Villeneuve-lès-Avignon en 1940. Fue enterrado en el cementerio antiguo de Saint-Germain-en-Laye.

## Cine
- 1930: Les Galeries Washington, de André Hugon
- 1931: Partir, de Maurice Tourneur
- 1932: Papa sans le savoir, de Robert Wyler
- 1934: La Dame aux camélias, de Abel Gance y Fernand Rivers
- 1937: Chipée, de Roger Goupillières